# San Sisto (Pisa)
San Sisto je katolický kostel svatého papeže Sixta II. v Pise. Je to trojlodní sloupová bazilika, vystavěná z kamenných kvádříků, postavená v románském slohu.
Byl vysvěcen roku 1133, ale již před tím byl využíván jako místo nejvýznamnějších událostí pisánské komunity.
Fasáda je rozčleněna pilastry na tři části. Je zdobena, dle místních zvyklostí, také islámskou keramikou z 10. a 11. století. Dlaždice jsou kopie, originály jsou uloženy v Museo Nazionale di San Matteo).
Interiér kostela je trojlodní, rozdělen sloupy se starořímskými hlavicemi. Uchovává také arabský náhrobek, kopii ze 14. století sousoší sochařů rodiny Andrey Pisana Madona s dítětem ze 14. století a kormidlo pisánské galéry (13. – 14. století).